# أميركا مريديث
أميركا مريديث (بالإنجليزية: America Meredith)‏ هي رسامة أمريكية، ولدت في 1972.

## وصلات خارجية
- الموقع الرسمي